# Sani Lakatani
Sani Lakatani né le 4 juin 1936 est un soldat puis homme politique niuéen.

## Biographie

### Jeunesse et engagement militaire
Né à Niué, il émigre en Nouvelle-Zélande à l'âge de 18 ans. Les Niuéens ayant de droit la nationalité néo-zélandaise, il est alors presque immédiatement appelé pour effectuer son service militaire. Après quelques mois, il déserte l'armée et trouve un emploi comme ouvrier agricole. Arrêté lors d'une rixe, il est réintégré à l'armée de réserve. Il choisit alors de s'engager dans l'Armée de terre néo-zélandaise.
Intégré au 2e bataillon du Régiment royal d'Infanterie, il est déployé en Malaisie avec les forces néo-zélandaises et d'autres pays du Commonwealth des Nations, pour la lutte contre l'insurrection communiste malaise. Il y est affecté aux communications militaires. De retour en Nouvelle-Zélande, il épouse une Niuéenne expatriée avant d'être envoyé à la guerre du Viêt Nam, où il est finalement affecté au commandement d'un peleton. 
Il quitte l'armée en 1978 et étudie l'horticulture à l'université Massey, dont il obtient une licence. Il retourne ensuite vivre à Niué avec son épouse et leurs deux enfants.

### Carrière politique
Il se présente pour la première fois aux élections législatives niuéennes de 1990, au scrutin national plutôt que dans une circonscription, et est élu député au Parlement de Niué. Le Premier ministre Sir Robert Rex le nomme ministre des Finances et du Développement économique, puis le limoge en raison d'un désaccord quant aux politiques menées par le gouvernement. Les élections législatives de 1993 portent au pouvoir son cousin Frank Lui, qui le nomme à son tour ministre des Finances et du Développement économique. Il est limogé une seconde fois en octobre 1994, lorsqu'il doit accepter la responsabilité politique pour la perte d'une cargaison d'exportation de taro d'une valeur de NZ$ 400 000.
Il rejoint alors le Parti du peuple niuéen (PPN), parti de l'opposition parlementaire, et prive ainsi le gouvernement Lui de sa majorité parlementaire : Le gouvernement et l'opposition disposent chacun de la moitié des sièges au Parlement. Les élections de 1996 résolvent cette impasse en octroyant une majorité parlementaire claire au gouvernement Lui. Pour les élections de 1999, le PPN, sous la direction de Sani Lakatani, mène une campagne efficace à travers le pays, tandis que les députés de la majorité sortante, n'ayant pas de parti politique, font campagne chacun dans sa circonscription. L'assemblée se réunit le 26 mars et élit Sani Lakatani à la fonction de Premier ministre avec les voix de quatorze députés contre six pour la candidate de la majorité sortante, O'love Jacobsen,.
À la tête du gouvernement, il réduit le salaire des députés (le sien compris), mais échoue à relancer l'économie du pays. L'échec de ses politique et sa direction autoritaire du parti amènent son parti à l'évincer au lendemain des élections législatives de 2002. Son successeur, Young Vivian, devient alors Premier ministre et le nomme vice-Premier ministre,. En août 2002, toutefois, Sani Lakatani au Parlement vote contre la proposition de budget déficitaire du gouvernement dont il est membre, et il est à nouveau limogé du gouvernement. Il démissionne du Parlement en 2004, mettant un terme à sa carrière politique.